# المنصف المرزوقي
محمد المنصف المرزوقي  (مواليد 7 يوليو 1945) هو طبيب وسياسي تونسي شغل منصب الرئيس الرابع للجمهورية التونسية. تولى المنصب بصفة مؤقتة  بين 2011 و2014 في فترة الانتقال الديمقراطي التي أعقبت رحيل زين العابدين بن علي. دخل المرزوقي السياسة عبر حقوق الإنسان ثم أخذ طابعًا معارضًا مفتوحًا لحكم بن علي مما عرضه للسجن لعدة أشهر عام 1994 ثم للعيش في المنفى الاختياري في فرنسا لعدة سنوات حتى تغيير النظام عام 2011. أما عن انتمائه الفكري، فيقدم المرزوقي نفسه يساريًّا علمانيًّا ذي توجه حقوقي وعروبي فيما يرى منتقدوه أن هذه المبادئ تتذبذب حسب المواقف. يحمل دكتوراه في الطب الباطني وله مؤلفات في السياسة والفكر والصحة.
حزبياً ساهم عام 2001 في تأسيس المؤتمر من أجل الجمهورية وترأسه من انطلاقته حتى 13 ديسمبر 2011 تاريخ استلامه رئاسة الجمهورية التونسية، ورئيسه الشرفي بعد ذلك. كما أنه رئيس سابق للرابطة التونسية للدفاع عن حقوق الإنسان. وبعد خسارته الانتخابات الرئاسية التونسية 2014، أسس في نهاية 2014 حراك شعب المواطنين الذي انضوى فيه عدة أحزاب منهم المؤتمر. ثم أسس في 20 ديسمبر 2015 حزب حراك تونس الإرادة. كما أسس مع عدة شخصيات عربية المجلس العربي للدفاع عن الثورات والديمقراطية في يوليو 2014 وترأسه.
بعد خسارته في انتخابات 2014 ابتعد نسبيا عن الأضواء ثم حاول أن يعود إلى الواجهة عام 2019 عبر ترشحه مجددا للرئاسيات إلا أنه لم يتحصل إلا على المرتبة الحادية عشر بأقل من 3% من الأصوات.
يبقى المرزوقي شخصية جدلية في تونس بين أنصاره الذين يرون فيه الحقوقي وكأول رئيس ينتخب ثم يسلم السلطة بطريقة ديمقراطية، وبين منتقديه الذين يؤكدون أنه لا يصلح للرئاسة وأنه تنكر لوعوده الإصلاحية وأخذ قرارات كارثية للمنطقة العربية كاستضافته لاجتماع «أصدقاء سوريا» برئاسة هيلاري كلينتون، واحتفاله بمقتل القذافي. حسب استطلاع للرأي أجري في يونيو 2021، فإن ثقة التونسيين فيه لا تتجاوز 19% مقابل 30% للرئيس قيس سعيّد.
زوجته هي طبيبة فرنسية السيدة «بياتريس راين» التي حملت لقب سيدة تونس الأولى.

## نشأته
ولد محمد المنصف المرزوقي في 7 يوليو 1945 في قرمبالية (ولاية نابل). وتنحدر عائلته من الجنوب التونسي (من قبيلة المرازيق من دوز في ولاية قبلي). والده هو محمد البدوي المرزوقي ووالدته عزيزة بنت كريم، وله أربعة أشقاء وسبعة أخوة غير أشقاء. نشأ في تونس والتحق من عام 1957 حتى 1961 بالمدرسة الصادقية بالعاصمة تونس. وفي سنة 1961 غادر تونس للالتحاق بوالده، الذي عمل وعاش في المغرب مدة 33 سنة وتزوج من امرأة مغربية ورزق بسبعة أبناء هم إخوة غير أشقاء للمنصف المرزوقي. درس منصف المرزوقي بطنجة حتى عام 1964، حصل خلالها على شهادة البكالوريا (الثانوية العامة) قبل السفر إلى فرنسا ليدرس في جامعة ستراسبورغ في كلية العلوم الإنسانية.
في عام 1970 شارك المرزوقي في مسابقة عالمية للشبان بمناسبة مئوية المهاتما غاندي لتقديم نص عن حياة الرجل وفكره، فازت مشاركة المنصف ليحل ضيفاً على الحكومة الهندية لمدة شهر ويتجول فيها من أقصى الشمال إلى أقصى الجنوب. في سنة 1975 سافر إلى الصين ضمن وفد لمعاينة تجربة الطب في خدمة الشعب هناك. عاد بعد ذلك المرزوقي إلى تونس عام 1979، وعمل أستاذاً مساعداً في قسم الأعصاب في جامعة تونس. شارك في تجربة الطب الشعبي الجماعي في تونس قبل وقف المشروع.

## المرزوقي ونظام بن علي
ساند المرزوقي بن علي لدى وصوله الحكم ودعا إلى التصويت له أثناء انتخابات 1989 ، وفي 8 فيفري 1990 استقبل من طرفه في قصر قرطاج، وصرح المرزوقي لدى خروجه «انه كان لقاءا وديا وحارا وإيجابيا للغاية». توترت علاقته مع السلطة تدريجيا وفي مارس 1994 اعتقل ثم أطلق سراحه بعد أربعة أشهر من الاعتقال في زنزانة انفرادية، وقد أفرج عنه على خلفية حملة دولية وتدخل من الزعيم الإفريقي نيلسون مانديلا ورئيس جنوب إفريقيا آنذاك. ثم أسس مع ثلة من رفاقه المجلس الوطني للحريات بتونس في 10 ديسمبر 1998 بمناسبة الذكرى السنوية للإعلان العالمي لحقوق الإنسان. وقد اختير أول رئيس للجنة العربية لحقوق الإنسان بين 1997 و2000.
أسس سنة 2001 حزب المؤتمر من أجل الجمهورية وأعلنه «حزب مقاومة لا حزب معارضة»، وطالب بإسقاط نظام بن علي بدلا عن السعي لإصلاحه لأنه «نظام فاسد غير قابل للإصلاح»، فصدر ضده حكم بالسجن لمدة عام قوبل بضغوط دولية. ثم غادر إراديًا إلى المنفى في ديسمبر 2001 ليعمل محاضراً في جامعة باريس. حيث بقي هناك حتى عاد سنة 2006 إلى تونس دون إذن السلطة، ودعا إلى عصيان مدني لإسقاط نظام بن علي، ولكن من شدة المضايقات سرعان ما غادر في نفس السنة إلى فرنسا ومن هناك واصل نضاله الحقوقي ومعارضته بالكتابة والمحاضرات والندوات والمداخلات التلفزيونية في تصريحات وبرامج حوارية.
في مداخلة له على قناة الجزيرة في أكتوبر 2006 حول الوضع الراهن في تونس آنذاك، شدّد المرزوقي إلى اعتماد كافة أساليب المقاومة السلمية لفرض الحقوق واستعادة الحرية. ثم أعلن عن عقده العزم على العودة إلى تونس يوم 21 أكتوبر، وذلك لمشاركة التونسيين في نضالهم. وعاد إلى تونس في ال 18 يناير من سنة 2011 بعد اندلاع الثورة التونسية ورحيل بن علي عن البلاد. ثم شارك في انتخابات المجلس الوطني التأسيسي في 23 أكتوبر 2011 ممثلا عن حزب المؤتمر من أجل الجمهورية، حيث حاز على المركز الثاني ب 29 مقعدا بعد حركة النهضة التونسية، وقد حصل الدكتور المنصف المرزوقي على مقعد في دائرة نابل 2.

## رئاسة الجمهورية

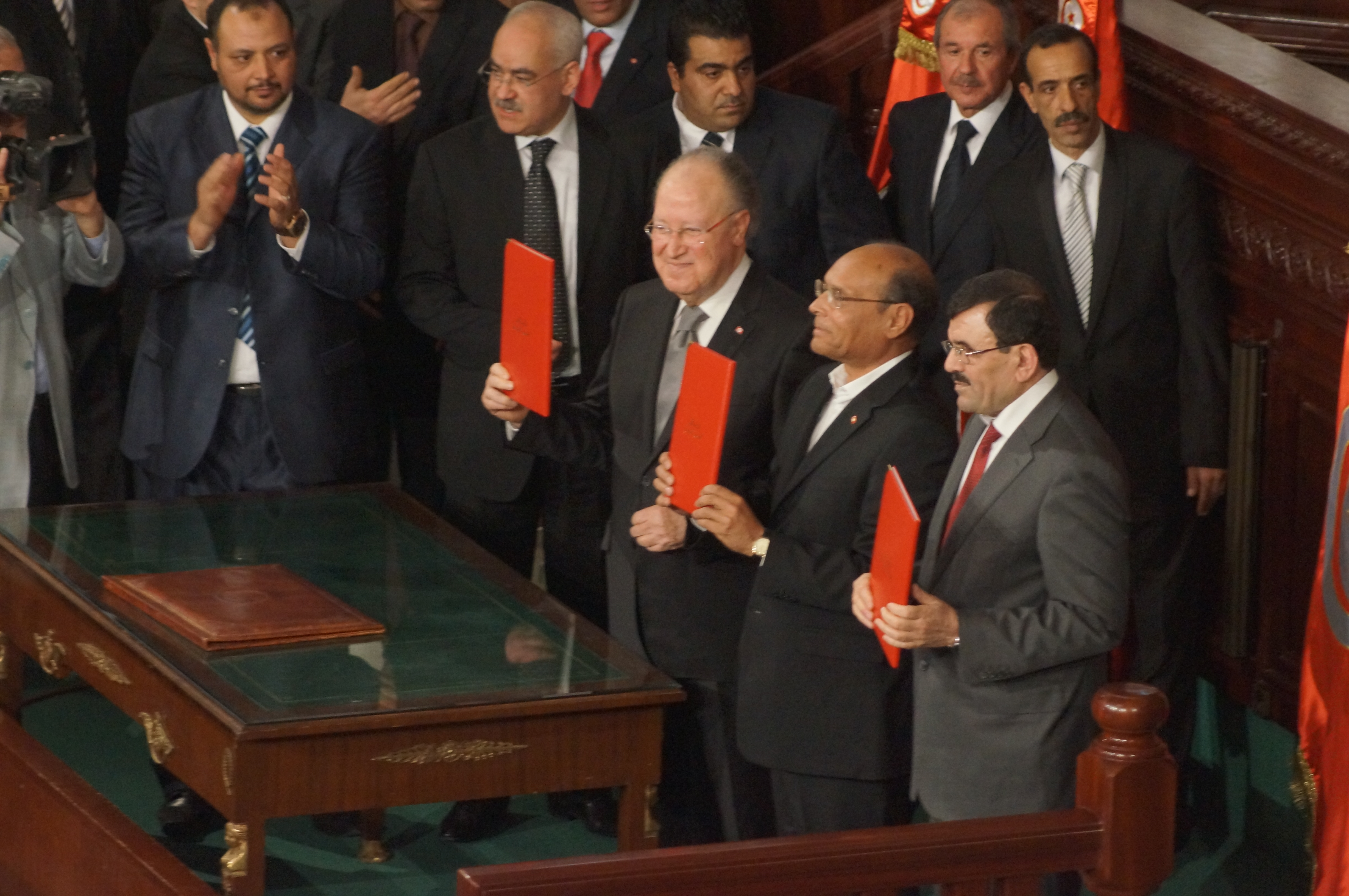
المنصف المرزوقي (في الوسط) أثناء مراسيم توقيع الدستور التونسي الجديد في 27 يناير 2014 إلى جانب رئيس الحكومة علي العريض (على اليمين) ورئيس المجلس مصطفى بن جعفر (على اليسار).

انتخب رئيساً مؤقتاً لتونس في 12 ديسمبر 2011 بواسطة المجلس الوطني التأسيسي بعد حصوله على أغلبية 153 صوتاً مقابل ثلاثة أصوات معارضة وامتناع اثنين و44 بطاقة بيضاء يمثلون 202 عضو من إجمالي عدد الأعضاء البالغ 217.

### السياسة الداخلية

#### أعضاء المكتب الرئاسي
يوجد أسفله القائمة الرسمية لمكتب رئيس الجمهورية المنصف المرزوقي، الذي بلغ منصبه في 13 ديسمبر 2011:
| - رئيس المكتب: عدنان منصر (30 أبريل 2013-17 سبتمبر 2014) ثم محمد المسعي (من 18 سبتمبر 2014-31 ديسمبر 2014). - وزير مستشار: منذر الرزقي. - وزير مستشار مكلف بالشؤون السياسية: عزيز كريشان (1 يناير 2012). - وزير مستشار مكلف بالعلاقات الخارجية: عبد الله الكحلاوي (14 ديسمبر 2011 - 16 أبريل 2012). - مستشار رئيسي: سمير بن عمر. - مستشار أول مكلف بالشؤون الأمنية: سامي سيك سالم (28 سبتمبر 2013). - مستشار مكلف بالإدارة العامة لأمن رئيس الدولة والشخصيات الرسمية: توفيق القاسمي (28 سبتمبر 2013). - مستشارين مكلفين بالشؤون الاقتصادية: شوقي عبيد (1 يناير 2012)، أنيس الجزيري (1 يناير 2012)، مختار شماخ (14 ديسمبر 2011). - مستشار مكلف بالإعلامية والتنظيم: لمجد قضامي (1 يناير 2012). - مكلفة بمتابعة الأحداث السياسية: مريم شكرون (14 ديسمبر 2011 - 23 يونيو 2012). - مكلف بالملفات الاجتماعية: سناء الغاني (14 ديسمبر 2011). | - مكلف بالشؤون الآسيوية في وزارة الخارجية: بشير النفزي (1 يناير 2012). - مكلف بالأنشطة الثقافية: وسام التليلي (1 يناير 2012). - مستشار رئيسي مكلف بمتابعة المنظمات الواقعة تحت إشراف رئاسة الجمهورية: سامي بن عمارة (14 ديسمبر 2011). - مستشار رئيسي مكلف بالمعلومات (الإعلام): أيوب المسعودي (14 ديسمبر 2011 - 29 يونيو 2012). - مستشارة مكلفة بتنظيم الأنشطة الرئاسية: مها بن غادة (14 ديسمبر 2011). - مستشارة مكلفة بملف جرحى وشهداء الثورة التونسية: إقبال مصدع. - مستشار مكلف بالشؤون العسكرية: إبراهيم وشتاتي (20 سبتمبر 2012). - مستشار مكلف بالبروتوكول: منذر مامي (1 أبريل 2012). - مستشار رئيسي مكلف بالشؤون الديبلوماسية: الهادي بن عباس (15 مارس - 30 أغسطس 2013). - مستشار رئيسي ومبعوث خاص من قبل رئيس الجمهورية: خالد بن مبارك (1 مارس 2012). |

#### الكتاب الأسود

جاء كتاب "الكتاب الأسود" بغلاف اللون الأسود كدلالة على الحقبة القمعية التي كانت تعيشها البلاد في ظل حكم زين العابدين بن علي.

في أواخر نوفمبر 2013، أصدرت رئاسة الجمهورية كتابا بعنوان «منظومة الدعاية تحت حكم ابن علي- الكتاب الأسود»  يفتح فيه أرشيف وحقائق في مجال الإعلام وكذلك نوعية الإعلاميين الذين تعاملوا مع الرئيس المخلوع زين العابدين بن علي من التونسيين والأجانب والانحراف عن مهنية وأهداف الصحافة في تصوير الوقائع والحقائق دون تزويرها. ويحتوي هذا الكتاب على 354 صفحة وعلى 376 إعلامي تونسي وأجنبي ، وفيها معلومات مفصلة عن بعض الإعلاميين وأعمالهم الغير مهنية في تشويه سمعة المعارضين التونسيين وتحسين سمعة الرئيس السابق نظير تلقي مكافآت وعمولات ونيل الحظوة عند بن علي ونظامه.
شهد الكتاب ردود فعل متباينة وسط الشارع التونسي خاصة والعربي عامة، حيث ساندته شريحة واسعة من الشعب التونسي، لدعمه لمسار الثورة وتحرير العقول والأنفس من الديكتاتورية حسب قولهم، بينما عارضه من وردت أسماؤهم فيه. عربيا، تم ذكر عدة أسماء أجنبية تعمل لصالح بن علي ولذلك هاجمت عدة وسائل إعلامية المؤسسة الرئاسية والرئيس المرزوقي.

### السياسة الخارجية

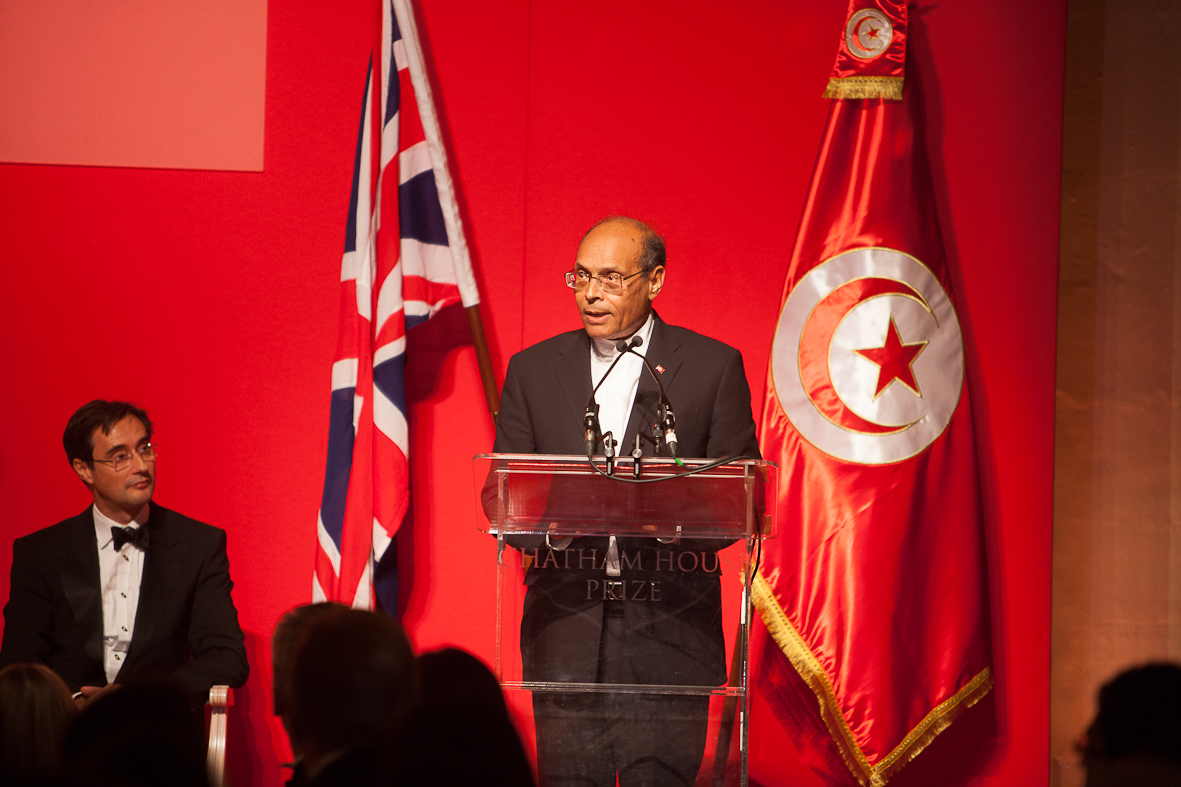
الرئيس محمد المنصف المرزوقي في معهد شاثام هاوس.

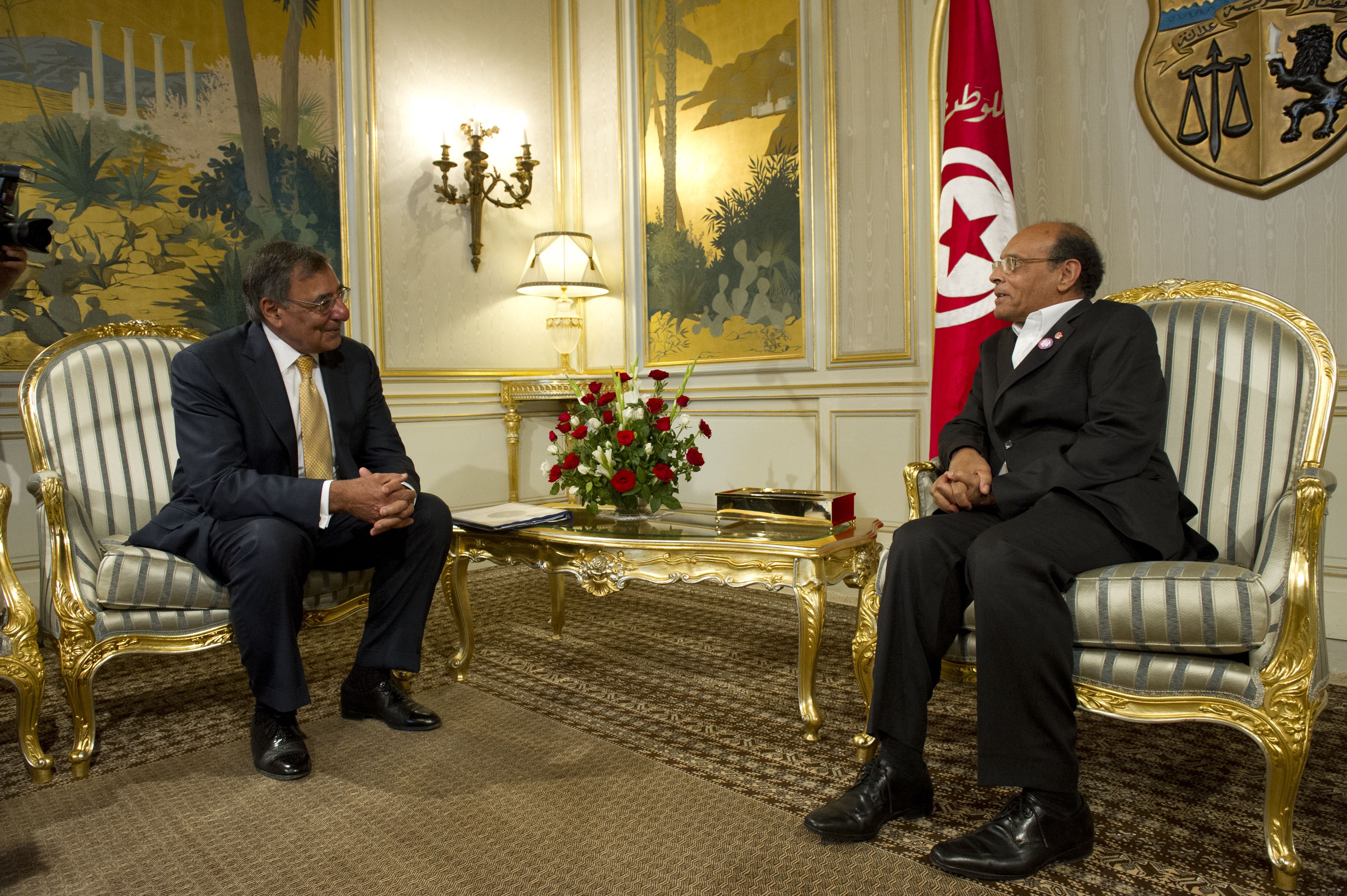
المنصف المرزوقي وليون بانيتا وزير الدفاع الأمريكي في قصر قرطاج.

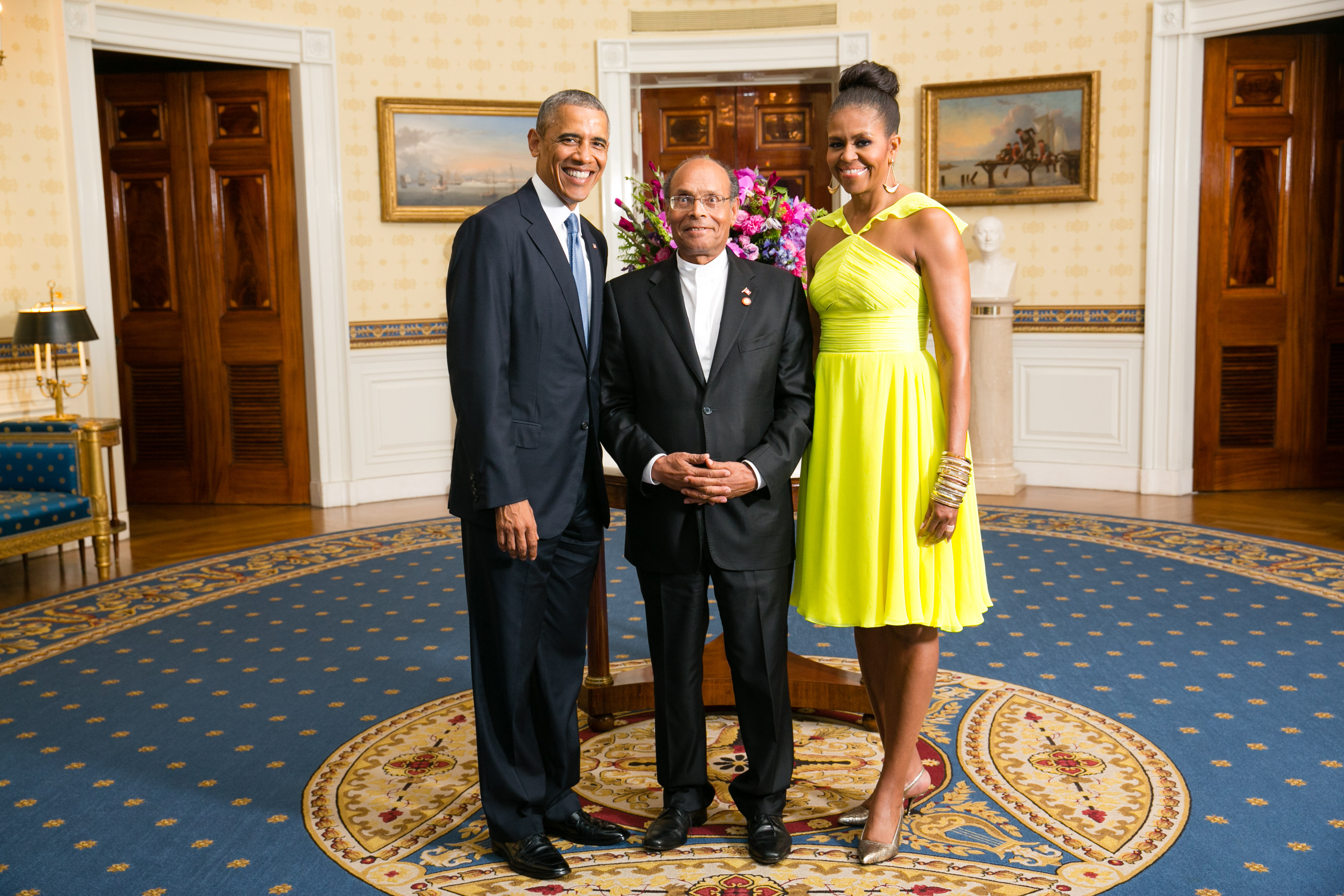
المرزوقي في صورة رسمية بين الرئيس الأمريكي باراك أوباما وزوجته ميشيل أوباما أثناء زيارته للولايات المتحدة.

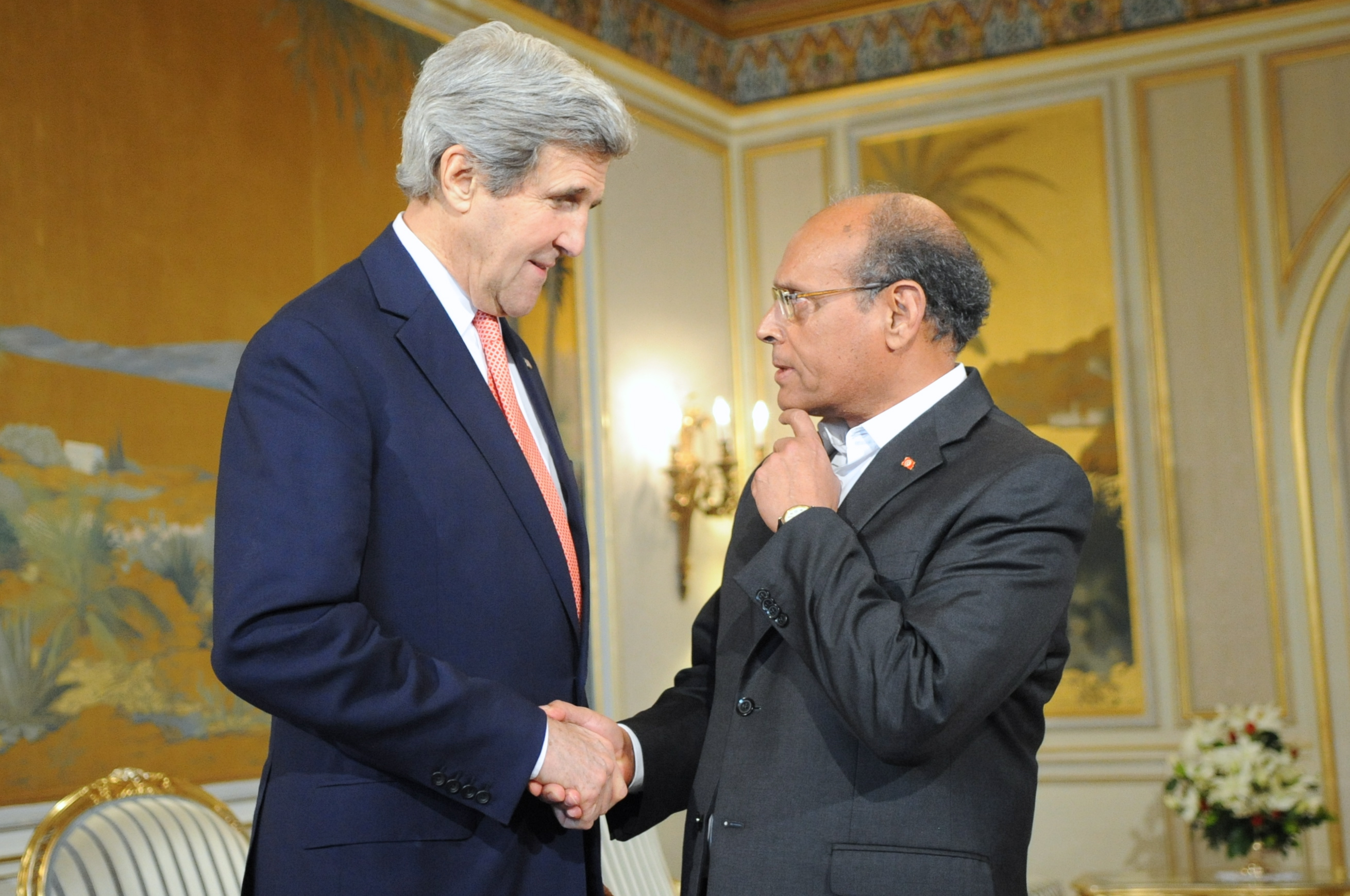
المنصف المرزوقي مع جون كيري وزير الخارجية الأمريكي في 2014 في تونس.

منذ توليه رئاسة الجمهورية، تقدم المرزوقي في العديدة من المناسبات بإحداث المحكمة الدستورية الدولية، وقد عبر عن هذه المبادرة أمام الجمعية العامة للأمم المتحدة في دورتها السابعة والستين (سبتمبر 2012)، وأمام البرلمان الأوروبي (فبراير 2013)، كما تم عرضه على الاتحاد الإفريقي في قمته العشرين (يناير 2013)، وفي سبتمبر 2013، عرضت تونس هذه المبادرة رسميا من قبل المنصف المرزوقي في بيانها الذي تُلِيَ بمناسبة أعمال الدورة 68 للجمعية العامة للأمم المتحدة.
في 27 يوليو 2012، حضر المنصف المرزوقي حفل افتتاح الألعاب الأولمبية الصيفية 2012 المقامة في العاصمة البريطانية لندن بعد استدعائه رسميا من اللجنة الدولية الأولمبية. وفي 5 نوفمبر 2013، قام المنصف المرزوقي بزيارة إلى فرنسا لمدة يومين للمشاركة في الدورة السابعة والثلاثين لليونسكو، وقام أثناء الزيارة بلقاء الرئيس الفرنسي فرانسوا أولاند.
في 27 يناير 2014، تم اختيار المنصف المرزوقي من قبل المنتدى المغاربي التابع لمركز مدى للدراسات والأبحاث الإنسانية كأفضل شخصية مغاربية لسنة 2013 «لاعترافه بحقوق المواطنة المغاربية» وتلقاها في 31 يناير 2014.

#### أمام الجمعية العامة للأمم المتحدة
في 26 سبتمبر 2013، وأثناء كلمته في الدورة 68 للجمعية العامة للأمم المتحدة في نيويورك، طالب الرئيس المنصف المرزوقي السلطات المصرية بإطلاق سراح الرئيس محمد مرسي وفتح معبر رفح مع غزة بسبب «المشاكل التي تواجهها فلسطين وإخوتنا هناك» على حد قوله وتخفيف الحصار عنها، وعلى هذه التصريحات أشاد رئيس الوزراء الفلسطيني إسماعيل هنية بتصريحات المرزوقي وقال إن «هذا الموقف يعبر عن أصالة الرئيس والشعب التونسي الشقيق»، ولكن قامت مصر باستدعاء سفيرها في تونس احتجاجا على ما صرح به في منبر الأمم المتحدة،  وكذلك قامت الإمارات التي استدعت بدورها سفيرها في تونس على خلفية تصريحات المرزوقي بشأن مصر، ولكن الرئاسة التونسية ردت على تصريحات السلطات المصرية المنددة بما قام به المرزوقي وقالت إن «رد فعل السلطات المصرية متوقع وأن ما قام به المرزوقي هو انتصار للمبادئ».

#### الزيارات الرسمية الخارجية

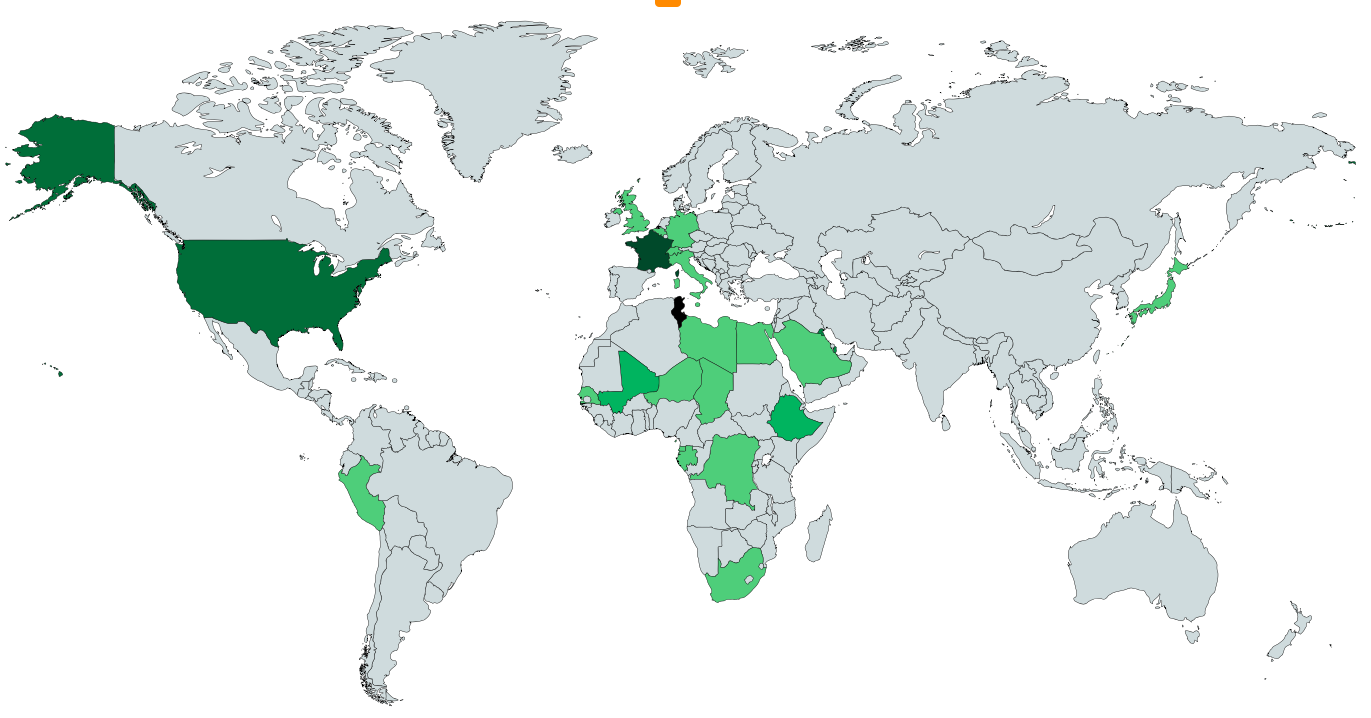
البلدان التي زارها المرزوقي كرئيس للجمهورية التونسية.

| - ليبيا (2 يناير 2012 ) - قطر (21 أبريل 2012 و10 سبتمبر 2012 و25 مارس 2013 ) - إثيوبيا (15 يوليو 2012 و27 يناير 2013 ) - مصر (16 أغسطس 2012 ) - الولايات المتحدة (27 سبتمبر 2012 و22 سبتمبر 2013 و4 أغسطس 2014 و22 سبتمبر 2014 ) - بيرو (1 أكتوبر 2012 ) - السنغال (3 أكتوبر 2012 ) - مالطا (5 أكتوبر 2012 ) - جمهورية الكونغو الديمقراطية (14 أكتوبر 2012 ) - المملكة المتحدة (27 نوفمبر 2012 ) - السعودية (21 يناير 2013 ) - الكويت (29 يناير 2013 و18 نوفمبر 2013 و24 مارس 2014 ) - ألمانيا (21 مارس 2013 ) | - فرنسا (17 يوليو 2012 و5 فبراير 2013 و5 نوفمبر 2013 و6 ديسمبر 2013 و14 أغسطس 2014 ) - اليابان (30 مايو 2013 ) - مالي (18 سبتمبر 2013 و20 يونيو 2014 ) - جنوب إفريقيا (10 ديسمبر 2013 ) - سويسرا (2 مارس 2014 ) - بلجيكا (1 أبريل 2014 ) - النيجر (22 يونيو 2014 ) - تشاد (23 يونيو 2014 ) - الغابون (24 يونيو 2014 ) - غينيا الاستوائية (26 يونيو 2014 ) - إيطاليا (10 سبتمبر 2014 ) - الفاتيكان (11 سبتمبر 2014 ) |

## الانتخابات الرئاسية 2014
قدم المنصف المرزوقي ترشحه إلى الانتخابات الرئاسية التونسية 2014 التي دارت في 23 نوفمبر كمستقل. وسلم المرزوقي ملف ترشحه في مقر الهيئة العليا المستقلة للانتخابات بحضور عدد من الصحفيين. وصرح بالمناسبة أمام صحافيين: أقدم ترشيحي انطلاقا من مشروع للاستقلال الوطني والدفاع عن حقوق التونسيين.
في الدورة الأولى، تلقى المرزوقي دعما من المؤتمر من أجل الجمهورية، التيار الديمقراطي، حزب البناء الوطني، حزب الإصلاح والتنمية، حركة البناء المغاربي، الحركة الوطنية للعدالة والتنمية، حزب تونس الزيتونة، وجزء كبير من قواعد حركة النهضة (هذه الأخيرة لم ترشح أحداً وتركت حرية الاختيار لمناصريها). 
حصل في الدورة الأولى على 33.43% من الأصوات وراء الباجي قائد السبسي ب39.43% وتحديدا حصل على 418 092 1 صوت مقابل 384 289 1 للسبسي، وهو ما أهلهما إلى الدورة الثانية والتي نظمت في 21 ديسمبر 2014.
في الدورة الثانية، تلقى المرزوقي دعما من المؤتمر من أجل الجمهورية، التيار الديمقراطي، حزب البناء الوطني، حزب الإصلاح والتنمية، حركة البناء المغاربي، الحركة الوطنية للعدالة والتنمية، حزب تونس الزيتونة، حركة وفاء، الحزب التونسي، حركة الديمقراطيين الاشتراكيين، جزء كبير من قواعد حركة النهضة.
تعرض المرزوقي لبعض التشويه من قبل بعض وسائل الإعلام التونسية وهو ما دفع الهيئة العليا المستقلة للاتصال السمعي البصري لتغريم كل من القناة الوطنية الأولى، وقناة نسمة، وقناة حنبعل بخطايا مالية تتراوح بين 10 و 20 ألف دينار تونسي بسبب عدم التساوي في الدعاية بين المرزوقي والباجي قايد السبسي وذلك لصالح الأخير في الدور الثاني من الانتخابات الرئاسية. 
انتهت الانتخابات بفوز الباجي قايد السبسي بعد تحصله على 529 731 1 صوتٍ بنسبة 55.68% وتحصل المرزوقي على 513 378 1 بنسبة 44.32%.

المترشحين المتصدرين في الدوائر الانتخابية في تونس حسب الأصوات في الدورة الأولى:   الباجي قائد السبسي (15 دائرة) المنصف المرزوقي (10 دوائر) محمد الهاشمي الحامدي (1 دائرة) حمة الهمامي (1 دائرة)
المترشحين المتصدرين في الدوائر الانتخابية في تونس حسب الأصوات في الدورة الثانية:   الباجي قائد السبسي (17 دائرة)
   المنصف المرزوقي (10 دوائر)

بعد خسارته اتصل هاتفيا بمنافسه وهنأه بفوزه.

## ما بعد الرئاسة
بعد تسليمه للسلطة، بقي المرزوقي في الواجهة الإعلامية بين الفينة والأخرى. اتخذ من مقر إقامته في مدينة سوسة الساحلية مكتبا له، ومن أهم العاملين معه رئيس مكتبه الرئاسي السابق عدنان منصر. يتمثل ظهور المرزوقي خاصة فيما يخص القضايا العربية والدولية عبر صفحته الرسمية على الفيسبوك، أو اللقاءات التلفزيونية التي يقوم بها في عدة قنوات عربية وأجنبية. من جهة أخرى، يتمثل ظهور المرزوقي ما بعد الرئاسة في محاضراته في عدة ملتقيات فكرية وسياسية، في مقار منظمات حكومية أو غير حكومية، أو لدى بعض الجامعات الأوروبية. شارك في أسطول الحرية 3 الذي غادر اليونان في 25 يونيو 2015 قاصدًا فك الحصار الإسرائيلي المفروض على قطاع غزة، وعند اقترابه من المياه الإقليمية للقطاع ألقت السلطات الإسرائيلية القبض عليه مع مرافقيه في الأسطول واقتادتهم إلى ميناء أشدود. بعد التحقيق معه، قامت إسرائيل بترحيل المرزوقي إلى باريس ثم عاد بعدها إلى تونس في 1 يوليو حيث استقبله المئات من مناصريه.

### حراك شعب المواطنين
أسس في ديسمبر عقب صدور نتائج الدور الثاني من الانتخابات الرئاسية التونسية 2014 حراك شعب المواطنين.

### حراك تونس الإرادة
أسس في 20 ديسمبر 2015 حزب حراك تونس الإرادة. وهو نتيجة لتحويل حراك شعب المواطنين لحزب سياسي، وأيضا اندماج حزب المؤتمر من أجل الجمهورية في الحراك الجديد.

### المشاركة في أسطول الحرية والتحقيق
شارك المنصف المرزوقي في أسطول الحرية 3 الذي انطلق في 25 يونيو 2015 من اليونان متجها نحو قطاع غزة في فلسطين لكسر الحصار عنها وذلك رفقة عشرات المتضامنين من العالم أجمع. عند اقترابه من المياه الإقليمية لغزة، اقتحمت القوات الخاصة في الجيش الإسرائيلي الأسطول وقادته في 29 يونيو 2015 إلى ميناء أشدود في إسرائيل. قامت بالتحقيق مع الناشطين وتفتيشهم. بعد ذلك تم ترحيل المرزوقي إلى باريس في فرنسا في 30 يونيو أين استقبله العشرات. وفي النهاية رجع المرزوقي إلى تونس يوم 1 يوليو 2015 واستقبله في مطار تونس قرطاج الدولي الألاف من أنصاره. التحقيق مع المرزوقي جوبه بعدة ردود فعل دولية من الأمم المتحدة ومنظمات دولية وقطر والسويد وكذلك عدة أحزاب دولية، من جهتها طالبت تونس ورئاسة الجمهورية التونسية الإفراج الفوري عن المرزوقي وبقية الناشطين. قال النائب العربي في الكنيست الإسرائيلي باسل الغطاس والمشارك في الأسطول أن إسرائيل تعاملت مع المرزوقي كرجل دولة أين استقبله وفد من وزارة الخارجية الإسرائيلية وتم التحقيق معه ولكن المرزوقي رفض التعاطي معهم ومدهم بالمعلومات.

### اعتزاله السياسة
في يوم 24 نوفمبر، 2019، أعلن الرئيس التونسي السابق، محمد منصف المرزوقي، عن اعتزاله الحياة السياسية، وانسحابه من رئاسة حزب حراك تونس الإرادة، بعد فشل حزبه في الحصول على أي مقعد نيابي في مجلس النواب التونسي.

### معارضته قرارات 25 جويلية وملاحقته قضائيا
في 25 يوليو 2021، أصدر الرئيس التونسي قيس سعيد أمرا رئاسيا يقضي بإقالة حكومة هشام المشيشي وتجميد اختصاصات المجلس النيابي. في الأثناء عبر الرئيس السابق المنصف المرزوقي عن رفضه لهذه الإجراءات الرئاسية ووصفها بالانقلاب كما وصف الرئيس سعيد ونعته بـ«الانقلابي» و«الدكتاتور» كما دعا مرارا إلى عزله وكان من بين أبرز الداعين للتظاهر ضد قراراته.
لاحقًا ظهر المرزوقي في مقطع فيديو مُتداول خلال تجمع للجالية التونسية في باريس وطالب فرنسا بالوقوف إلى جانب التونسيين في محنتهم، وهو ما أثار ضجة واعتبره البعض تدخلا في شؤون البلاد، مثيرًا دعوات بسحب جواز السفر الدبلوماسي منه. وهو ما حدث فعلا في يوم الأربعاء 14 أكتوبر 2021، حيث أعلن الرئيس قيس سعيد سحب جواز السفر الديبلوماسي من رئيس الجمهورية السابق المنصف المرزوقي قائلا:«تعلمون كيف ذهب البعض إلى الخارج يستجديه لضرب المصالح التونسية.. وأقولها اليوم .. من قام بذلك سيسحب منه جوار السفر الديبلوماسي لأنه اليوم في عداد أعداء تونس.. ولا مجال أن يمنح هذا الامتياز وهو يجوب العواصم ويلتقي عددا من الأشخاص للإضرار بتونس..» كما دعا سعيد وزيرة العدل ليلى جفال فتح تحقيق قضائي ضد المرزوقي. كما تفاخر المرزوقي في لقاء له على قناة فرانس 24 الفرنسية بمساهمته في تأجيل القمة الفرنكوفونية المزمع عقدها في نوفمبر 2021 في جزيرة جربة التونسية حسب وسائل إعلام تونسية. لكن المرزوقي نفى في لقاء له مع قناة الجزيرة صحة هذه الأخبار قائلا:«أنا أكذب تكذيبا قطعيا هذا، فأنا لم أتدخل أبدا لدى الفرنسيين لإلغاء هذه القمة، ولم أتدخل أو أتصل بأي طرف..».
المرزوقي رد على هذه القرارات ضده بأنه غير معني بأي إجراءات يتخذها الرئيس الحالي للبلاد قيس سعيد ضده على خلفية مواقفه الرافضة لإجراءات 25 يوليو 2021، حسب بيان له على موقع فيسبوك. وقال المرزوقي: «منذ انقلاب 25 جويلية (يوليو/تموز) وأنا مجنّد لقضية عودة الشرعية وإنهاء الانقلاب ودعم القوى الوطنية التي تتحرك على الأرض.. ولا أستغرب إذن الإجراءات التي أعلن عنها المنقلب (سعيّد) ضدّي هذا اليوم أو التي ستتبع».
وفي 4 نوفمبر 2021، أعلن مكتب الاتصال بالمحكمة الابتدائية بتونس أن قاضي التحقيق المتعهد بملف المرزوقي، أصدر بطاقة جلب دولية في شأنه كونه مقيم في باريس. لاحقا، أصدرت المحكمة الابتدائية بتونس، الأربعاء 23 ديسمبر 2021، حكما ابتدائيا غيابيا في حق الرئيس الأسبق محمد المنصف المرزوقي، يقضي بسجنه أربع سنوات، «مع الإذن بالنفاذ العاجل»، وذلك بتهمة «الاعتداء على أمن الدولة الخارجي». ذلك على إثر تصريحات أدلى بها المرزوقي لقناة فرانس 24 اعتبرها الرئيس قيس سعيد «تآمرا على أمن البلاد».

## توجهه الفكري
يتبنى المرزوقي التوجه «العلماني الحداثي المعتدل،» فينادي مثل سائر الليبراليين بضرورة فصل الدين عن الدولة كي يحفظ للدين صفاءه ونقاءه من الزجّ به في الصراعات السياسية التي غالبا ما تكون انتهازية، وأن رأيه هذا ليس من الكفر والإلحاد. ولكنه يؤمن كذلك بالحوار والاختلاف الحضاري مع الإسلاميين وإمكانية التعاون من أجل بناء مجتمع ديمقراطي، وهو ما جسده عمليًا في تحالف حزبه «المؤتمر من أجل الجمهورية» مع «حركة النهضة» ذات المرجعية الإسلامية في إطار تحالف الترويكا.
كما تعامل في رئاسته لتونس مع «الإسلاميين المتشددين» بمرونة، حيث عرض في نهاية 2012 العفو على من يوصفون «بالجهاديين» المتحصنين في جبل الشعانبي على الحدود مع الجزائر «ممن لم تتلطخ أيديهم بدماء التونسيين وتركوا السلاح وعادوا إلى الشعب». وقال في حوار صحفي مع بي بي سي إن تيار «الإسلام المتشدد يمثل إزعاجا للمجتمع التونسي، لكنه لا يمثل خطرا»، وإنه جاء بسبب الحرب على «الإسلام المعتدل» وبتأثيرات خارجية حتى من بعض الدول العربية. ونبّه إلى خطورة خلط بعض التيارات السياسية بين «الإسلاميين المعتدلين والمنحرفين والتعامل معهم كتيار واحد، لأن ذلك يخدم تيار التطرف».
طالب في 26 سبتمبر 2013 أثناء كلمته في الدورة 68 للجمعية العامة للأمم المتحدة بنيويورك السلطات المصرية بإطلاق سراح الرئيس المنتخب محمد مرسي الذي انقلب عليه الجيش في 3 يوليو 2013.

## حياته الشخصية
أثناء دراسته في فرنسا، تزوج المرزوقي من السيدة «ناتالي بتشار»، وأثمر هذا الزواج ابنتيه مريم ونادية، وقد أقام في فرنسا ما يناهز 15 سنة.
حسب وسائل الإعلام المحلية وحسب الملحق الإعلامي الرسمي لرئيس الجمهورية التونسية، فإن المنصف المرزوقي يحاول التكتم فيما يخص حياته الشخصية ويسعى التفريق بين ما هو سياسي وشخصي رغم أن الأعراف والفضول الإعلامي في العصر الحديث تفرض أن يطّلع المهتمون بالشأن التونسي والعربي على حياته العائلية والخاصة. فلزوجة الرئيس دورا في يوميات الرئيس، ومجندة للأعمال الخيرية في العديد من البلدان الديمقراطية العريقة، وخاصة لتحملها لقب سيدة تونس الأولى.

المنصف المرزوقي متزوج من الطبيبة الفرنسية «بياتريس راين» التي فضلت البقاء في عملها ولم تظهر مع المرزوقي إلا بعد سنتين من تحمل زوجها منصب الرئاسة وذلك أثناء زيارة الرئيس الفرنسي فرانسوا أولاند تونس رفقة زوجته فاليري تريفلير في 4 يوليو 2013 حيث كانت بياتريس راين ترافق المرزوقي في حفل استقبالهما، ومرة ثانية في 14 أغسطس 2015 عندما رافقت زوجها المرزوقي إلى فرنسا للمشاركة في إحياء الذكرى 70 لعملية دراغون في مدينة تولون. 

للمرزوقي بنتان هما نادية ومريم من طليقته «ناتالي بتشار» وهي كذلك فرنسية الأصل، درست ابنته البكر مريم في مدرسة الأساتذة العليا، وكانت مساعدة في الفلسفة، إضافة لكونها مديرة فنية لشركة مسرحية. بينما تحصلت نادية على الدكتوراه في العلوم السياسية من معهد الدراسات السياسية بباريس سنة 2008، وكانت أبحاثها تتركز على الخبرات الدينية. 

بمناسبة الانتخابات الرئاسية التونسية 2014 والتي ترشح لها المنصف المرزوقي، صرح هذا الأخير في 12 ديسمبر 2014 بممتلكاته، حيث لديها منزل في مرسى القنطاوي (سوسة) تبلغ مساحته 130 متر مربع، ولديه حساب جاري في بنك تونسي به 828 9 دينار تونسي (حوالي 4500 يورو) وحساب جاري في بنك فرنسي به 274 9 يورو، كما لديها أيضا أسهم في SICAV تبلغ قيمتها 668 54 دينار تونسي (حوالي 100 25 يورو).

## مؤلفاته ومحاضراته
صدرت للمنصف المرزوقي مجموعة من المؤلفات المتنوعة بين الفكر والسياسة والطب والأدب، كما أنه ينشر بشكل منتظم مقالات فكرية وسياسية على موقع الجزيرة.نت.

غلاف الكتاب « ننتصر... أو ننتصر، من أجل الربيع العربي».

### مؤلفاته
| السنة | عنوان الكتاب                                                                    | دار النشر                                              | ملاحظات                                                                            |
| ----- | ------------------------------------------------------------------------------- | ------------------------------------------------------ | ---------------------------------------------------------------------------------- |
| 2014  | «ننتصر... أو ننتصر، من أجل الربيع العربي»                                       | الدار المتوسطية للنشر، تونس                            | بالعربية                                                                           |
| 2013  | «منظومة الدعاية تحت حكم بن علي - الكتاب الأسود»                                 | رئاسة الجمهورية التونسية، إدارة الإعلام والتواصل، تونس | بالعربية مع نسخة باللغة الفرنسية.                                                  |
| 2013  | «ابتكار ديمقراطية: دروس التجربة التونسية»                                       | La Découverte، باريس                                   | بالفرنسية.                                                                         |
| 2011  | «إنها الثورة يا مولاي»                                                          | الدار المتوسطية للنشر، تونس                            |                                                                                    |
| 2010  | «الرحلة - مذكرات آدمي (الطبعة الثانية)»                                         | دار الأهالي، دمشق                                      | النسخة الكاملة.                                                                    |
| 2009  | «حوار مع فانسون جيسيه ديكتاتوريون مع وقف التنفيذ: طريق ديمقراطي للعالم العربي.» | Atelier، باريس                                         | بالفرنسية.                                                                         |
| 2006  | «حتى يكون للأمة مكان في هذا الزمان»                                             |                                                        |                                                                                    |
| 2004  | «الألم العربي»                                                                  | Harmattan، باريس                                       | بالفرنسية.                                                                         |
| 2004  | «عن أية ديمقراطية يتحدثون؟»                                                     |                                                        |                                                                                    |
| 2004  | «المشاكل الصحية الكبرى للنساء في العالم العربي»                                 |                                                        |                                                                                    |
| 2003  | «الإنسان الحرام، قراءة في الإعلان العالمي لتحقيق الإنسان»                       | دار الأهالي، دمشق                                      |                                                                                    |
| 2003  | «من الخراب إلى التأسيس»                                                         |                                                        |                                                                                    |
| 2002  | «الرحلة - مذكرات آدمي (الطبعة الأولى)»                                          | دار الأهالي، دمشق                                      |                                                                                    |
| 2001  | «هل نحن أهل للديمقراطية؟»                                                       | الأهالي أوراب                                          |                                                                                    |
| 1996  | «الإستقلال الثاني»                                                              |                                                        |                                                                                    |
| 1996  | «حقوق الإنسان... الرؤيا الجديدة»                                                | مركز القاهرة لدراسات حقوق الإنسان، القاهرة             |                                                                                    |
| 1995  | «المدخل إلى الطب المندمج» (3 أجزاء)                                             | الدار التونسية للنشر ومؤسسة البحث العلمي               |                                                                                    |
| 1990  | «في سجن العقل»                                                                  | أقواس، تونس                                            |                                                                                    |
| 1990  | «الموت المروض: الطبيب والموت»                                                   | Méridien، مونتريال                                     | بالفرنسية.                                                                         |
| 1987  | «العرب، لو تكلمتم»                                                              | Lieu commun، باريس                                     | بالفرنسية.                                                                         |
| 1987  | «الزهري»                                                                        | الدار التونسية للنشر                                   | من سلسلة «إنتصارات الطبّ».                                                          |
| 1987  | «نموّ طفلك الجسمي والحركي»                                                       | الدار التونسية للنشر                                   | من سلسلة «إنتصارات الطبّ».                                                          |
| 1986  | «دع وطني يستيقظ: في السياسة الأخرى»                                             | دار النشر للمغرب العربي                                |                                                                                    |
| 1986  | «دليل المربي في التثقيف الصحي»                                                  | الدار الجزائرية للنشر                                  |                                                                                    |
| 1985  | «الدليل في التثقيف الصحي»                                                       | الدار التونسية للنشر والمؤسسة الوطنية للكتاب، الجزائر  |                                                                                    |
| 1984  | «سلسلة كتب التثقيف الصحي»                                                       | الدار العربية، تونس                                    |                                                                                    |
| 1983  | «الطبيب والموت»                                                                 | الدار التونسية للنشر، تونس                             |                                                                                    |
| 1982  | «تاريخ الطب للأطفال»                                                            | دار أليف للنشر، تونس                                   |                                                                                    |
| 1982  | «لماذا ستطأ الأقدام العربية أرض المريخ»                                         | دار الرأي، تونس                                        |                                                                                    |
| 1979  | «الجسم الصلب: مقال في التجارب البشرية في الطب»                                  | Alternatives، باريس                                    | (بالفرنسية). في 1982، ترجم تحت عنوان «التجريب في الظل»، Jugar، مدريد (بالإسبانية). |

### محاضراته
أثناء فترة رئاسته، قدم المرزوقي بعدة محاضرات في عدد من الجامعات والمؤسسات والهيئات العالمية ومنها:
- 17 يوليو 2012: محاضرة حول «الثورة العربية بين النظرية والممارسة» في قصر القبة الرئاسي في القاهرة.[108]
- 26 مارس 2013: محاضرة حول «أي ديمقراطية لوطننا العربي» في مركز الجزيرة للدراسات في الدوحة.[109]
- 12 أبريل 2013: محاضرة حول «ما هو مستقبل الثورات العربية؟» في معهد العالم العربي في باريس.[110]
- 3 يونيو 2013: محاضرة حول «صعوبات مرحلة ما بعد الثورة التونسية» في جامعة تسوكوبا في اليابان.[111]
- 23 سبتمبر 2013: محاضرة حول «المسار الدستوري في تونس» بمناسبة تظاهرة غوغل أيديز في نيويورك.[112]
- 24 سبتمبر 2013: محاضرة حول «المسار الانتقالي في تونس» في جامعة نيويورك في نيويورك.[113]
- 25 سبتمبر 2013: محاضرة حول «المحكمة الدستورية الدولية» في معهد السلام الدولي في نيويورك.[114]
- 26 سبتمبر 2013: محاضرة حول «الديمقراطية في العالم العربي» في جامعة برنستون في نيو جيرسي.[115]
- 26 سبتمبر 2013: محاضرة حول «المسار الديمقراطي في تونس» في مجلس العلاقات الخارجية في نيويورك.[116]
- 5 أغسطس 2014: محاضرة حول «نجاح التجربة الديمقراطية في تونس» في المجلس الأطلسي في واشنطن.[117]
- 21 سبتمبر 2014: محاضرة حول «الربيع العربي والمبادرة التونسية باحداث المحكمة الدستورية الدولية» في جامعة كولومبيا في نيويورك.[118]
- 23 سبتمبر 2014: محاضرة حول «نجاح المسار الانتقالي في تونس ومناخ الاستثمار في البلاد» في مجلس العلاقات الخارجية في نيويورك.[119]

بعد الرئاسة:
- 30 أبريل 2015: محاضرة حول «الانتقال الديمقراطي في العالم العربي: التحديات والآفاق» في مركز الحوار الإنساني والمعهد العالي للدراسات الدولية والتنمية في جنيف.[120]
- 5 مايو 2015: محاضرة حول «الانقسام اليساري الإسلامي في العالم العربي: تجربة تونس» في معهد الدراسات السياسية آكس أون بروفانس في آكس أون بروفانس في فرنسا.[121]
- 13 مايو 2015: محاضرة حول «أية آفاق للربيع العربي» في مركز الجزيرة للدراسات عقب كلمة في منتدى الدوحة الخامس عشر في الدوحة في قطر.[122]
- 29 مايو 2015: محاضرة حول «العمل الإنساني أو الانخراط في السياسة، هل يجب الاختيار؟» في منتدى الجمعية العامة لمنظمة أطباء العالم في باريس في فرنسا.[123]
- 3 يونيو 2015: محاضرة حول «دولة القانون والتطور الاقتصادي والبشري» في المؤتمر الوزاري حول دعم دولة القانون ومكافحة الفساد والرشوة بإفريقيا في داكار في السنغال.[124]
- 3 أغسطس 2015: محاضرة حول «أي مستقبل للعالم العربي؟» في الرباط في المغرب.[125]
- 13 أكتوبر 2015: محاضرة حول «الانتقالات الديمقراطية: حوار مع كبار العالم» بالتشارك مع الرئيس البولندي الأسبق ألكسندر كفاشنيفسكي نظمها IDEA الدولي بالتعاون مع البرلمان الأوروبي وفي مقره في بروكسل في بلجيكا.[126]
- 13 أكتوبر 2015: محاضرة حول «من حقوق الإنسان إلى رأس السلطة: مسار ورؤية لفاعل غير عادي في التاريخ المعاصر» في المدرسة المتعددة التكنولوجية في باريس في فرنسا.
- 30 نوفمبر 2015: محاضرة حول «الدروس المستفادة من الربيع العربي: النجاح والفشل!» في جامعة بركلي في كاليفورنيا في الولايات المتحدة.[127]
- 6 مارس 2016: محاضرة حول «الربيع العربي: أي مستقبل سياسي للبلدان العربية» مع الجالية العربية في مانهايم في ألمانيا.[128]
- 7 مارس 2016: محاضرة حول «ماذا تبقي من الربيع العربي ؟» في معهد هايدلبرغ الألماني الأمريكي في مدينة هايدلبرغ في ألمانيا.[129]

## الأوسمة والجوائز

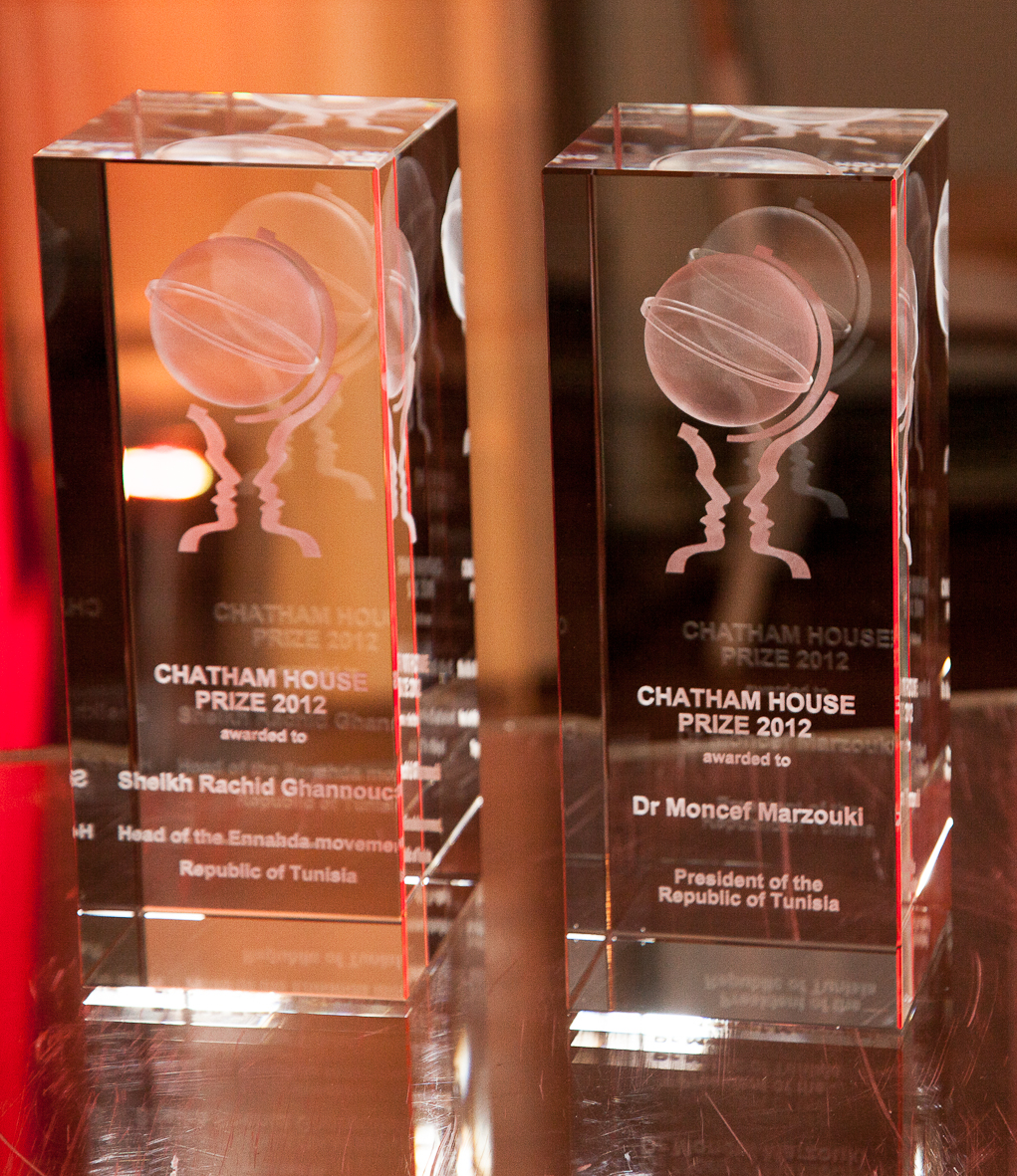
جائزة شاثام هاوس لسنة 2012 التي سلمت لكل من الرئيس المنصف المرزوقي ورئيس حركة النهضة راشد الغنوشي.

- جائزة المغرب العربي للأبحاث الطبية: في تونس العاصمة في 1982.
- ميدالية حقوق الإنسان: من قبل الأكاديمية الوطنية للعلوم في الولايات المتحدة في 1996.
- جائزة هامت هلمان للكتاب المضطهدين: من قبل هيومن رايتس ووتش في 2001.
- جائزة شاثام هاوس: من قبل المعهد الملكي للشؤون الدولية في بريطانيا في 2012 مع رئيس حركة النهضة الشيخ راشد الغنوشي.[130]
- ميدالية مدينة مرسيليا: من قبل عمدة مدينة مرسيليا الفرنسية جان كلود غودان في 16 يوليو 2012.[131]
- من بين أفضل 100 مفكر عالمي: من قبل مجلة فورين بوليسي الأمريكية في عامي 2012 [132] و2013 [133]، محتلا المرتبة الثانية في كلّ منهما.
- من بين أكثر 100 شخصية مؤثرة في العالم: من قبل مجلة التايم الأمريكية في 2013.[134]
- في يناير 2014، اختير من قبل المنتدى المغاربي التابع لمركز مدى للدراسات والأبحاث الإنسانية كأفضل شخصية مغاربية لعام 2013، لاعترافه بحقوق المواطنة المغاربية.[135]
- في يونيو 2013 حصل على الدكتوراه الشرفية من جامعة تسوكوبا اليابانية.[135]
- الأسد الذهبي لبطريركية المسيحيين الأرثوذكس: من قبل البابا تواضروس الثاني بطريرك الإسكندرية وسائر إفريقيا في 6 يونيو 2014.[136]
- الصنف الأكبر للوسام الوطني لجمهورية النيجر: من قبل محمد يوسفو رئيس النيجر في 22 يونيو 2014.[137]
- جائزة القدس السنوية: من قبل المؤتمر السنوي الثامن لفلسطين بأمريكا الشمالية في 29 نوفمبر 2015.[138]
- جائزة دوتشي للسلام: من قبل مؤسسة دوتشي الإيطالية في صنف الشخصية الإسلامية في 30 مارس 2016، إلى جانب رئيس الجالية اليهودية السابق في إيطاليا أموس لوزاتو والأسقف الإنجليزي مايكل فيتزجرالد.[139][140]

## في الإعلام
اختارته مجلة التايم الأمريكية في 2013 من بين أكثر 100 شخصية مؤثرة في العالم. وكذلك اختارته المجلة الأمريكية فورين بوليسي من بين أفضل 100 مفكر عالمي لسنتي 2012 و2013 وجاء في المرتبة الثانية في كل منهما.

## النقد
قال الصحفي الفلسطيني أسامة فوزي في جريدة عرب تايمز في 7 يناير 2012 أن كتاب المرزوقي «المدخل إلى الطب المندمج» الصادر في 1995 هو نقل حرفي لثلثي كتاب «المعجم الطبي الموحد» الصادر عن دار «مصطفى طلاس السورية» في 1984.
كما أصدر الصحفي نزار بهلول بموقع بزنس نيوز كتاباً بالفرنسية يدعى «بونتا ديفين! الرجل الذي لم يعرف كيف يكون رئيساً» (Bonté divine ! L’homme qui n’a pas su être président)، ينتقد فيه 45 موقفاً اتخذهم المرزوقي خلال توليه سدة الحكم في تونس بعد الثورة.

## مقالات ذات صلة
- المؤتمر من أجل الجمهورية.
- حراك شعب المواطنين.
- المجلس الوطني التأسيسي التونسي 2011.
- الثورة التونسية.
- الانتقال الديمقراطي في تونس.
- هل نحن أهل للديمقراطية؟ (كتاب)
- قائمة مؤلفات المنصف المرزوقي